# Giovanni Antonio Bianchi
Giovanni Antonio Bianchi (nome di battesimo Carlo Augusto) (Lucca, 2 ottobre 1686 – Roma, 18 gennaio 1758) è stato un letterato e teologo italiano, nonché canonista e inquisitore della Chiesa cattolica.

## Biografia
Dopo essere entrato, all'età di sedici anni, a far parte dell'Ordine dei minori osservanti, nel 1703 prese i voti ad Orvieto cambiando il proprio nome in quello di Giovanni Antonio. In seguito fu inviato prima a Roma e quindi a Napoli per approfondire gli studi di filosofia e teologia.
Divenuto sacerdote, ritornò a Roma a insegnare filosofia nel convento San Bartolomeo all'Isola. Dopo tre anni venne trasferito al Convento della Nunziata di Bologna, dove studiò storia ecclesiastica, diritto civile e scienze naturali. Ebbe incarichi di responsabilità nell'Ordine e fu scelto come teologo dai cardinali Spinola, Falconieri e Cozza. In un conflitto di giurisdizione fra l'arcivescovo di Bologna Lambertini (futuro papa Benedetto XIV) e Ruffo, arcivescovo di Ferrara, mostrò le sue qualità di politico e di mediatore.
Nel 1720 tornò a Roma, dove riprese il suo posto di insegnante di filosofia. Nel 1728 ebbe l'incarico di provinciale per la provincia romana e nel 1729 si recò al capitolo generale a Milano, dove pronunciò un'orazione latina, che fu pubblicata.
Dal 1730, con l'avvento di Clemente XII, nella Curia si instaurò un diverso clima politico, soprattutto di intransigente contrapposizione ai cedimenti di Benedetto XIII verso le corti italiane. Bianchi allora si impegnò con fermezza, assieme a Giusto Fontanini, Giuseppe Agostino Orsi e altri canonisti minori, nei confronti sia del Regno di Napoli che del Regno di Sardegna, a favore della Santa Sede, nell'ostinata volontà di difendere tutti i privilegi della Chiesa.

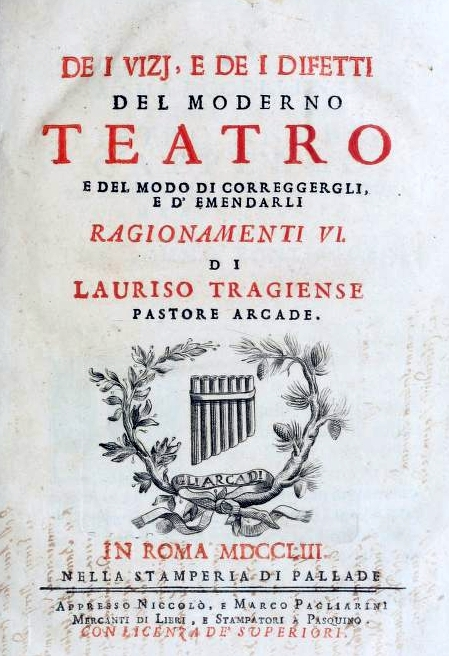
Frontespizio del libello, 1753

Coltivò molteplici interessi letterari, compose alcune tragedie e sviluppò l'attività di poeta arcadico con lo pseudonimo di Lauriso Tragiense. Con questo nome, nel 1753 pubblicò il libello De i vizj e de i difetti del moderno Teatro e del modo di correggerli e d'emendarli - Ragionamenti VI, in cui polemizzò pesantemente con l'opera di Carlo Goldoni.